# Zeboudja
Zeboudja là một đô thị thuộc tỉnh Chlef, Algérie. Dân số thời điểm năm 2002 là 23.079 người.